# La Mola

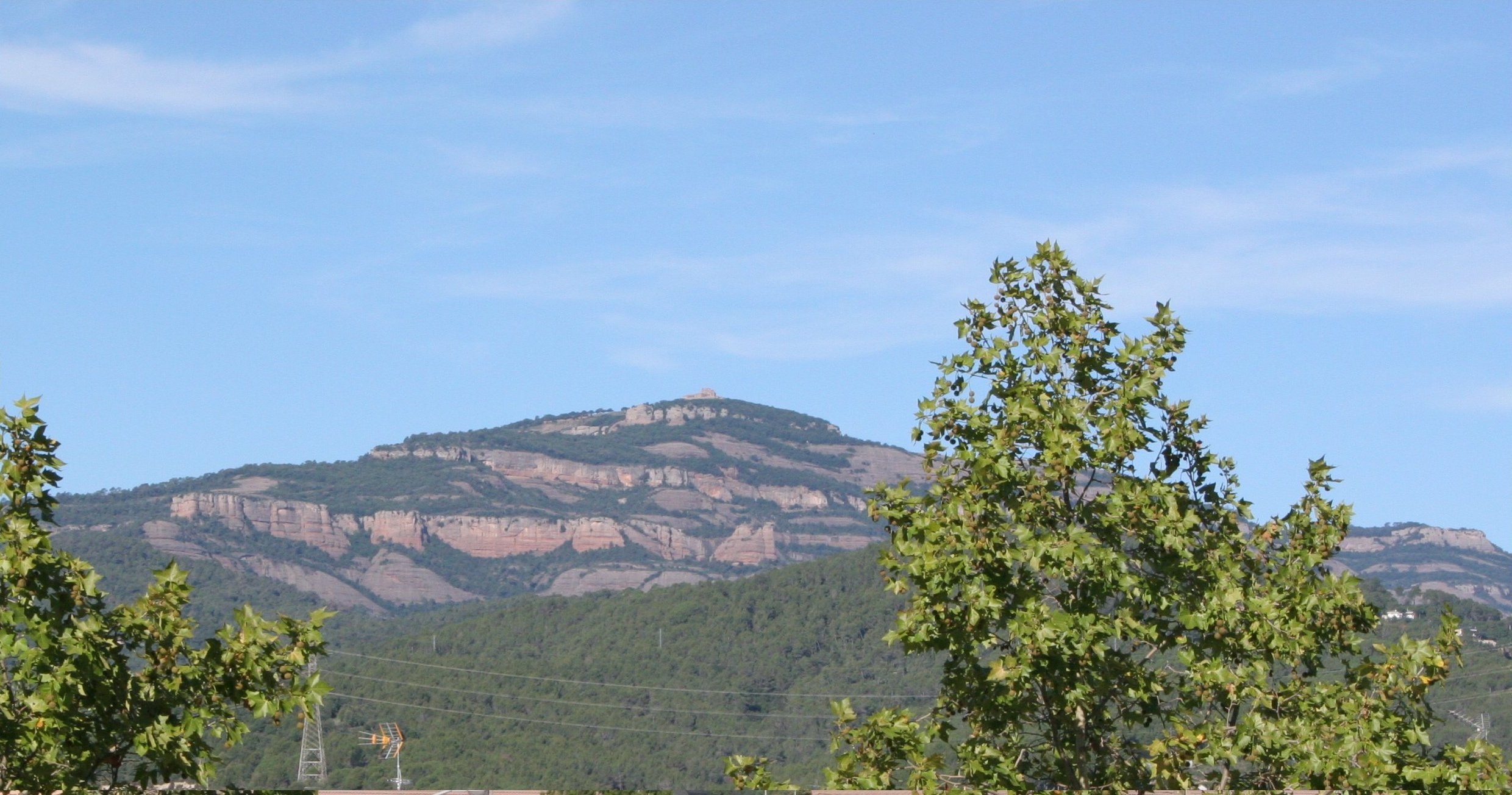
La Mola. Vista desde la población de Castellar del Vallés.

La Mola (cuyo nombre significa, literalmente, «la mesa») es la montaña más alta del parque natural de San Lorenzo del Munt y del Obac con 1104 metros de altitud (partiendo del nivel del mar) y es uno de los elementos característicos del paisaje en toda la comarca.
En su cima se halla el monasterio románico de Sant Llorenç de Munt, actualmente reconvertido en museo.

## Localización
La Mola se localiza en la comarca barcelonesa del Vallés Occidental, Cataluña (España), en la cordillera prelitoral, entre la riera de les Arenes y el río Ripoll. Dentro del término municipal de Matadepera, separa las cuencas del Llobregat y del Besòs. Otras poblaciones cercanas son Tarrasa, Castellar del Vallés, San Lorenzo Savall, Mura y Sabadell. 
- Coordenadas de la cima: 41°38′28.16″N 2°1′8.57″E / 41.6411556, 2.0190472

## Formación geológica

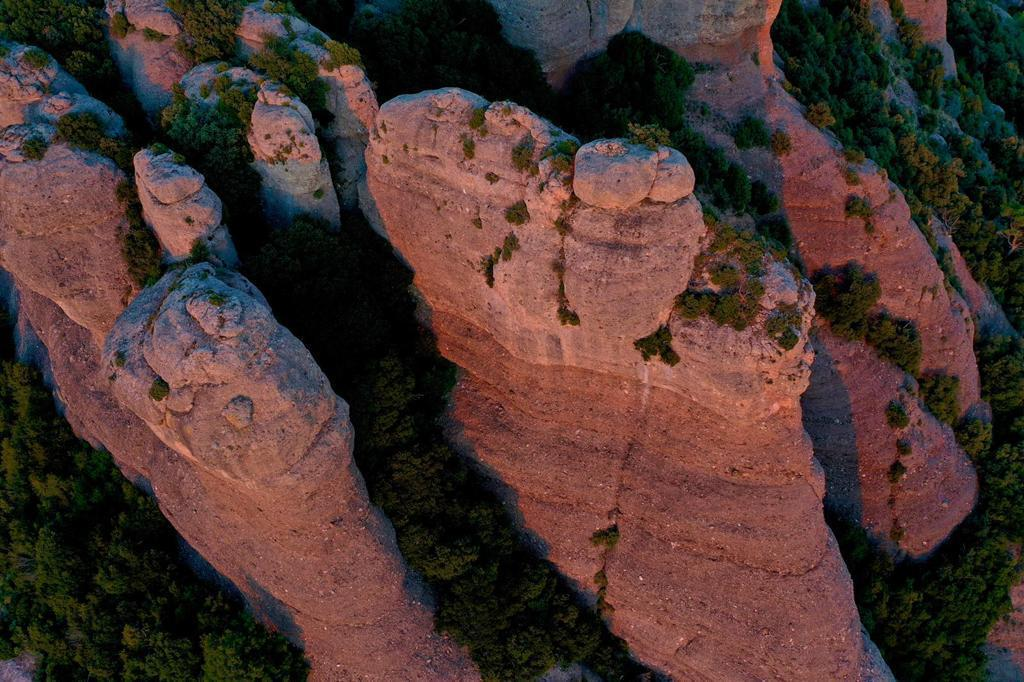
Vista aérea del risco de Els Cavalls, un ejemplo de risco formado por la erosión del conglomerado.

Formada por conglomerados presenta un relieve característico que constituye una sucesión de riscos combinados con franjas de relieve más suave que corresponden a una alternancia de capas de sedimentos con diferentes resistencias a la erosión. Las capas duras se erosionan más lentamente y en su retroceso pueden dejar testigos en forma de monolitos como el «Cavall Bernat» o la «Castellassa de Can Torras», visibles desde buena parte de la llanura vallesana y el conocido como la «Cova del Drac» (Cueva del Dragón) donde la leyenda medieval sitúa la guarida de uno de estos animales mitológicos. Como en todo el macizo, las cuevas y simas son habituales (cueva del Manel, cueva del Frare, sima de can Pobla).